# Martes melampus
La martora giapponese (Martes melampus) è l'animale del genere delle martore più strettamente imparentato con lo zibellino. È lunga in media mezzo metro, senza contare la coda lunga 20 centimetri, e pesa tra i 1.000 e i 1.500 grammi. I maschi sono generalmente più grandi delle femmine. Il pelame varia nel colore dal bruno scuro al giallo chiaro con una gola color crema.
Sia i maschi che le femmine sono territoriali e le dimensioni dei territori individuali dipendono dalla disponibilità di cibo. La martora giapponese è onnivora e preferisce la carne di pesci, rane, piccoli uccelli e mammiferi, ma consuma anche insetti, frutti e semi, quando è necessario. Dorme in un covo nella cavità di un albero o in una tana sul terreno.
Esistono tre sottospecie di martora giapponese:
- M. m. melampus, che vive su alcune delle isole giapponesi.
- M. m. tsuensis, che vive sull'isola di Tsushima, dove è protetta legalmente.
- M. m. coreensis, che vive nella Corea del Nord e del Sud.

## Leggende

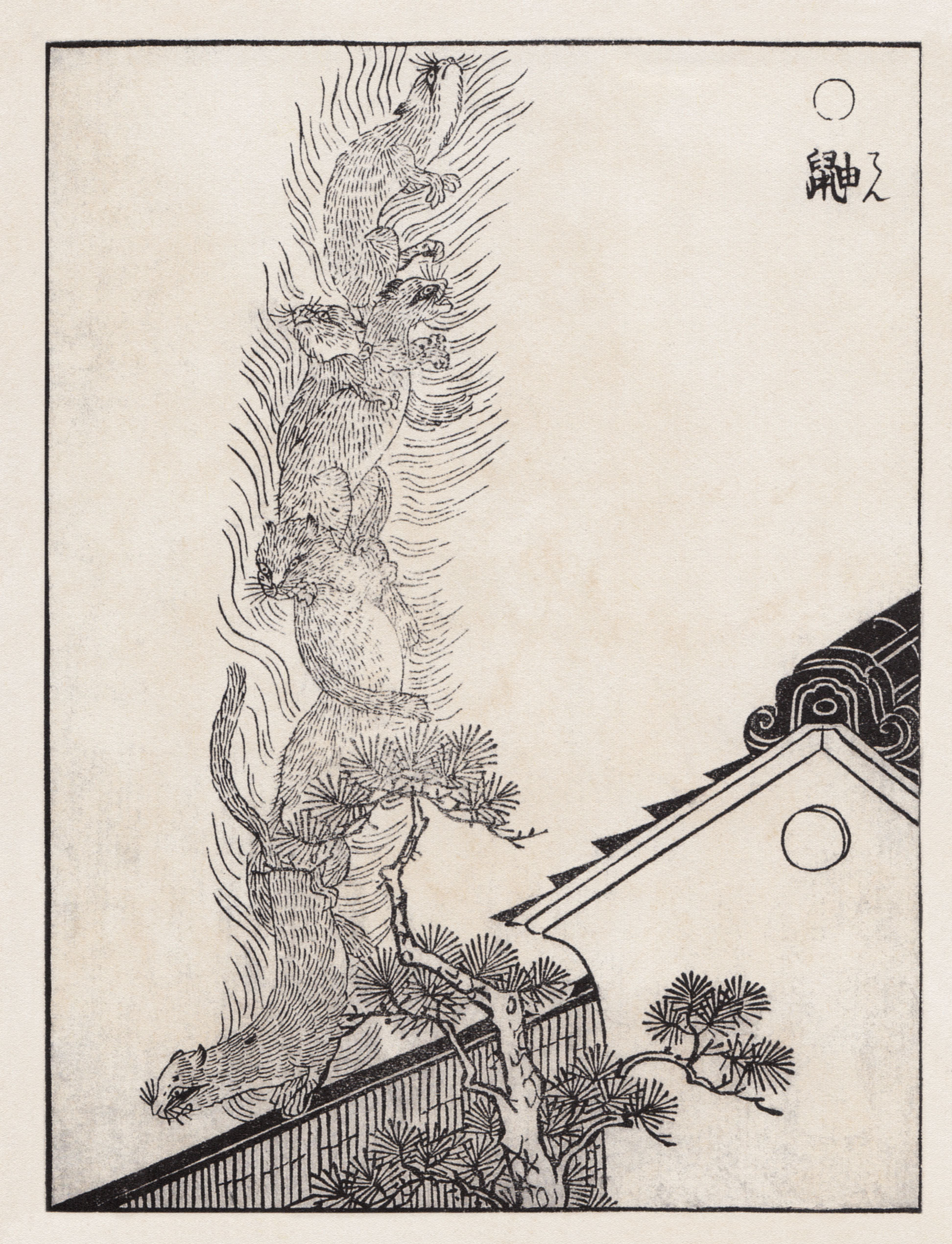
Dieci (鼬), dal Gazu Hyakki Yagyō di Sekien Toriyama

Nella regione di Iga, nella prefettura di Mie, c'è un detto: "La volpe ha sette travestimenti, il tanuki ne ha otto e la martora ne ha nove", e una leggenda racconta di come la martora abbia una maggiore abilità nel mutare forma rispetto alla volpe (kitsune) o al tanuki. Nella prefettura di Akita e nella prefettura di Ishikawa, se una martora attraversa davanti a qualcuno, si dice che sia un presagio di sfortuna (la donnola ha lo stesso tipo di leggenda), e nella prefettura di Hiroshima, se si uccide una martora, si dice che si incontrerà presto un incendio. Nella prefettura di Fukushima, sono anche chiamati heko, fuchikari, komono e haya, e si dice che siano coloro che sono morti nelle valanghe sotto mentite spoglie.
Nella raccolta di raffigurazioni di yōkai, il Gazu hyakki yagyō di Toriyama Sekien, essi sono stati raffigurati con il titolo “鼬”, ma questo non è letto come “itachi” bensì come “dieci”, e “dieci” sono le donnole che hanno raggiunto diversi anni di età, sono diventate yōkai ed hanno acquisito poteri soprannaturali. Nella raffigurazione, diverse martore si sono riunite sopra una scala e hanno creato una colonna di fuoco, e un timore nei loro confronti era che se le martore riunite in questa forma fossero apparse vicino a una casa, questa avrebbe preso fuoco.